# Lucilia
Lucilia is een geslacht van insecten uit de familie van de bromvliegen (Calliphoridae).

## Soorten
- Lucilia caesar  Linnaeus, 1758 - groene keizersvlieg
- Lucilia problematica Johnson, 1913
- Lucilia mexicana Macquart, 1843
- Lucilia coeruleiviridis Macquart, 1855
- Lucilia sericata (Meigen, 1826) - groene vleesvlieg
- Lucilia silvarum (Meigen, 1826)
- Lucilia illustris (Meigen, 1826)
- Lucilia elongata Shannon, 1924
- Lucilia thatuna Shannon, 1926
- Lucilia pallescens Shannon, 1924
- Lucilia magnicornis (Siebke, 1863)
- Lucilia cluvia (Walker, 1849)
- Lucilia eximia (Wiedemann, 1819)
- Lucilia ampullacea Villeneuve, 1922
- Lucilia bufonivora Moniez, 1876 - paddenvlieg
- Lucilia cuprina (Wiedemann, 1830)
- Lucilia pilosiventris Kramer, 1910
- Lucilia regalis (Meigen, 1826)
- Lucilia richardsi Collin, 1926